# Oulad Freiha
Oulad Freiha  (in arabo أولاد فريحة‎?) è un centro abitato e comune rurale del Marocco situato nella provincia di Settat, regione di Casablanca-Settat. Conta una popolazione di 11 581 abitanti (censimento 2014).